# Centre culturel polonais de Munich

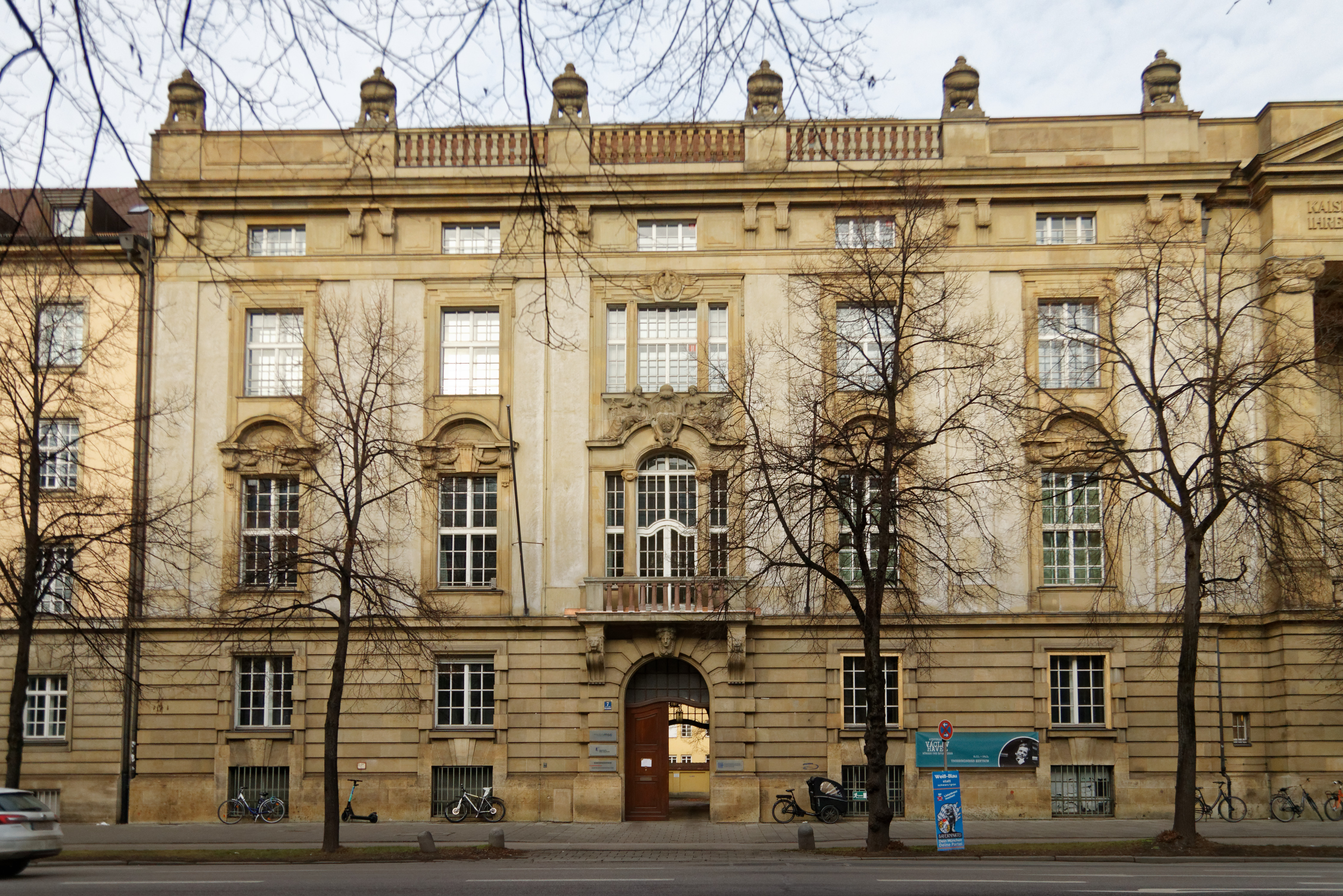
Siège du Centre culturel polonais à Prinzregentenstrasse 7 à Munich.

Le Centre culturel polonais (en polonais Centrum Kultury Polskiej) de Munich est situé Prinzregentenstrasse au rez-de-chaussée de l'ancien bâtiment de la Chancellerie d'État de Bavière. Il a ouvert ses portes en 2001.
Le centre culturel n'a pas le statut d'institut culturel comme les instituts polonais de Berlin, Leipzig et Düsseldorf : c'est le département culturel du consulat général de la République de Pologne à Munich, mais avec sa propre galerie. Plusieurs événements culturels dans les domaines de l'art, de la littérature, de la musique et de l'éducation ont lieu ici chaque année. Le centre culturel est géré par le consul pour la culture, un employé du ministère polonais des Affaires étrangères, généralement pour quatre ans.
Le centre culturel était récemment dirigé par le consul Malgorzata Tyszkiewicz et essaie de promouvoir de bonnes relations dans le domaine culturel : le programme d'événements s'adresse à la fois aux Allemands et aux Polonais.